# Hagetmau
Hagetmau is een gemeente in het Franse departement Landes (regio Nouvelle-Aquitaine). De plaats maakt deel uit van het arrondissement Mont-de-Marsan. Hagetmau telde op 1 januari 2022 4.622 inwoners.

## Geschiedenis

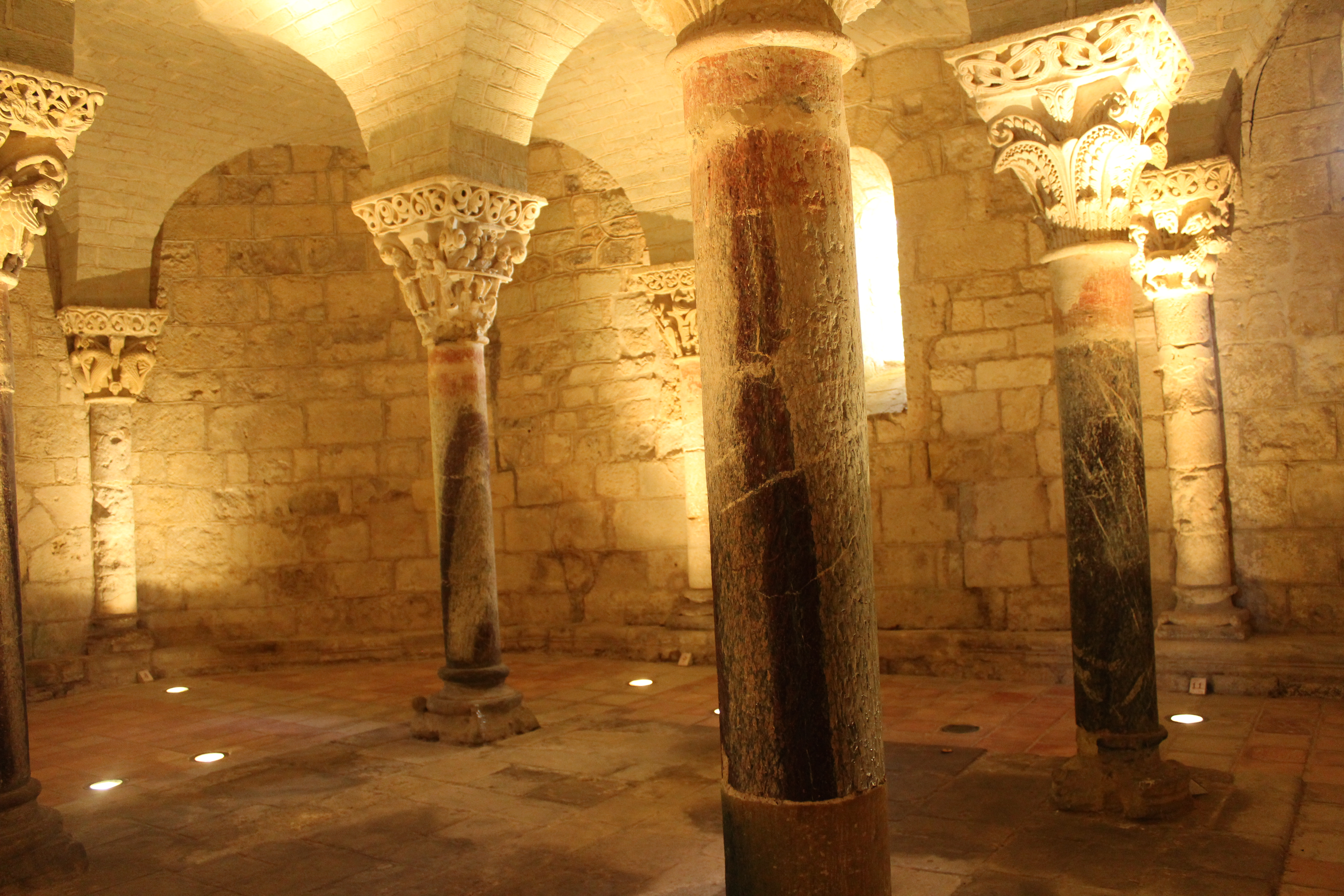
De crypte van Sint-Girons

Volgens de overlevering werd de heilige Girons hier in de 4e eeuw gedood door de Visigoten en zijn graf werd een bedevaartplaats. Er kwamen een klooster en een nederzetting met de naam Saint-Girons de Hayet. De plaats werd geplunderd door de Vikingen in 859. Kort daarna werd er een abdij gebouwd. Er kwam ook een kasteel dat afhing van het koninkrijk Navarra.
In 1569 werden de stad en de abdij in opdracht van Johanna van Albret geplunderd door een hugenotenleger. De relieken van de heilige Girons gingen verloren. Het kasteel van Hagetmau raakte in onbruik en stond leeg sinds 1763. Het werd in de loop van de 19e eeuw afgebroken. In die periode werd de gemeente beter ontsloten door de aanleg van de route nationale 133 en kwam er enige industrie.
Tijdens de Tweede Wereldoorlog lag de gemeente op de demarcatielijn tussen Vichy-Frankrijk en het westen van het land dat bezet werd door de Duitsers.

## Geografie
De oppervlakte van Hagetmau bedroeg op 1 januari 2022 28,37 vierkante kilometer; de bevolkingsdichtheid was toen 162,9 inwoners per km². De Louts, een zijrivier van de Adour, stroomt door de gemeente.

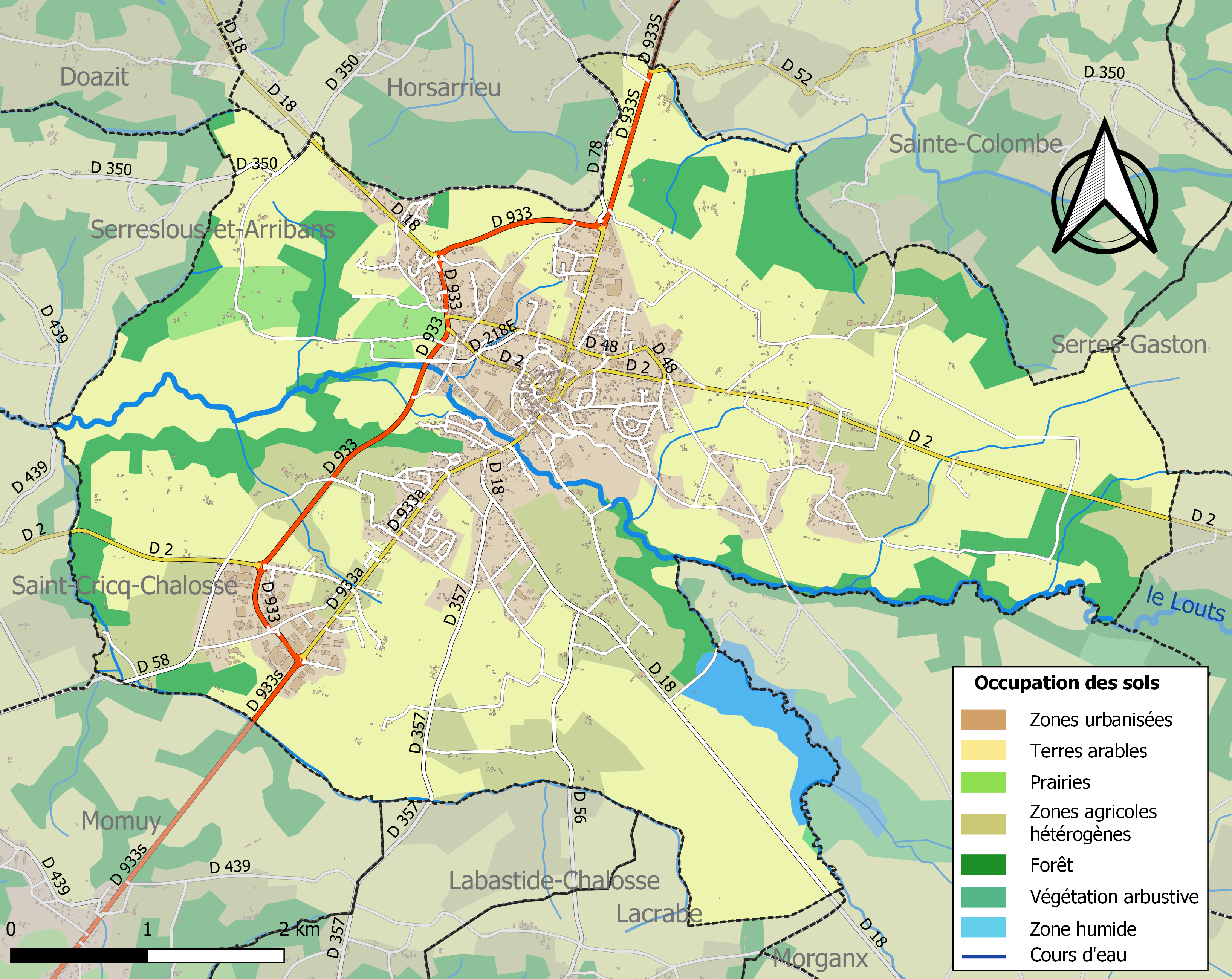
Kaart van de gemeente met de belangrijkste infrastructuur, bodemgebruik en omliggende gemeenten

## Demografie
Onderstaande figuur toont het verloop van het inwonertal (bron: INSEE-tellingen).

## Geboren
- Henri Lefebvre (1901-1991), socioloog en filosoof

## Overleden
- Hendrik II van Navarra (1503-1555), koning van Navarra